# Sue Williamson

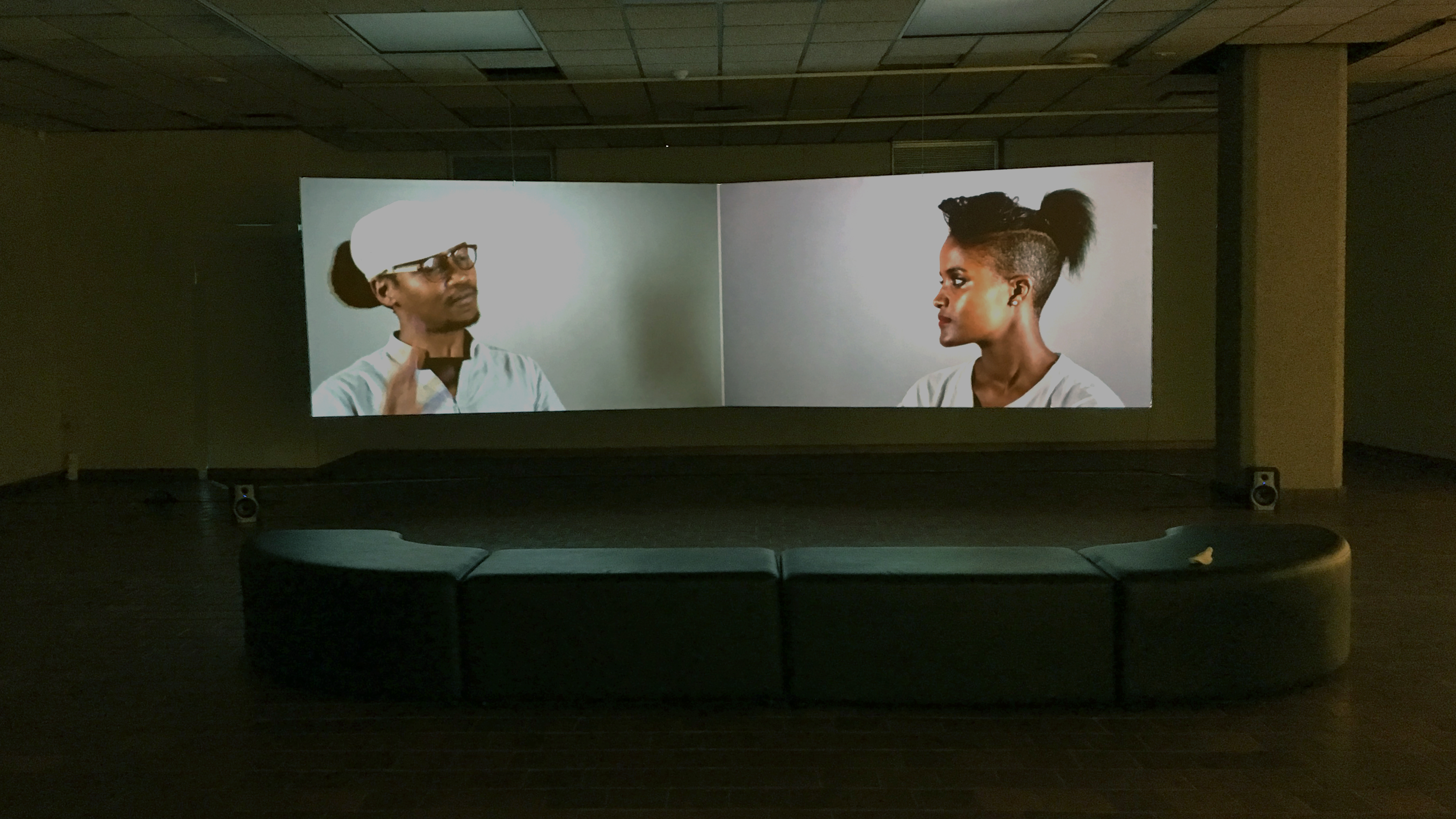
It's a pleasure to meet you (2016) from No More Fairy Tales Two-channel video, playing time 24.4mins

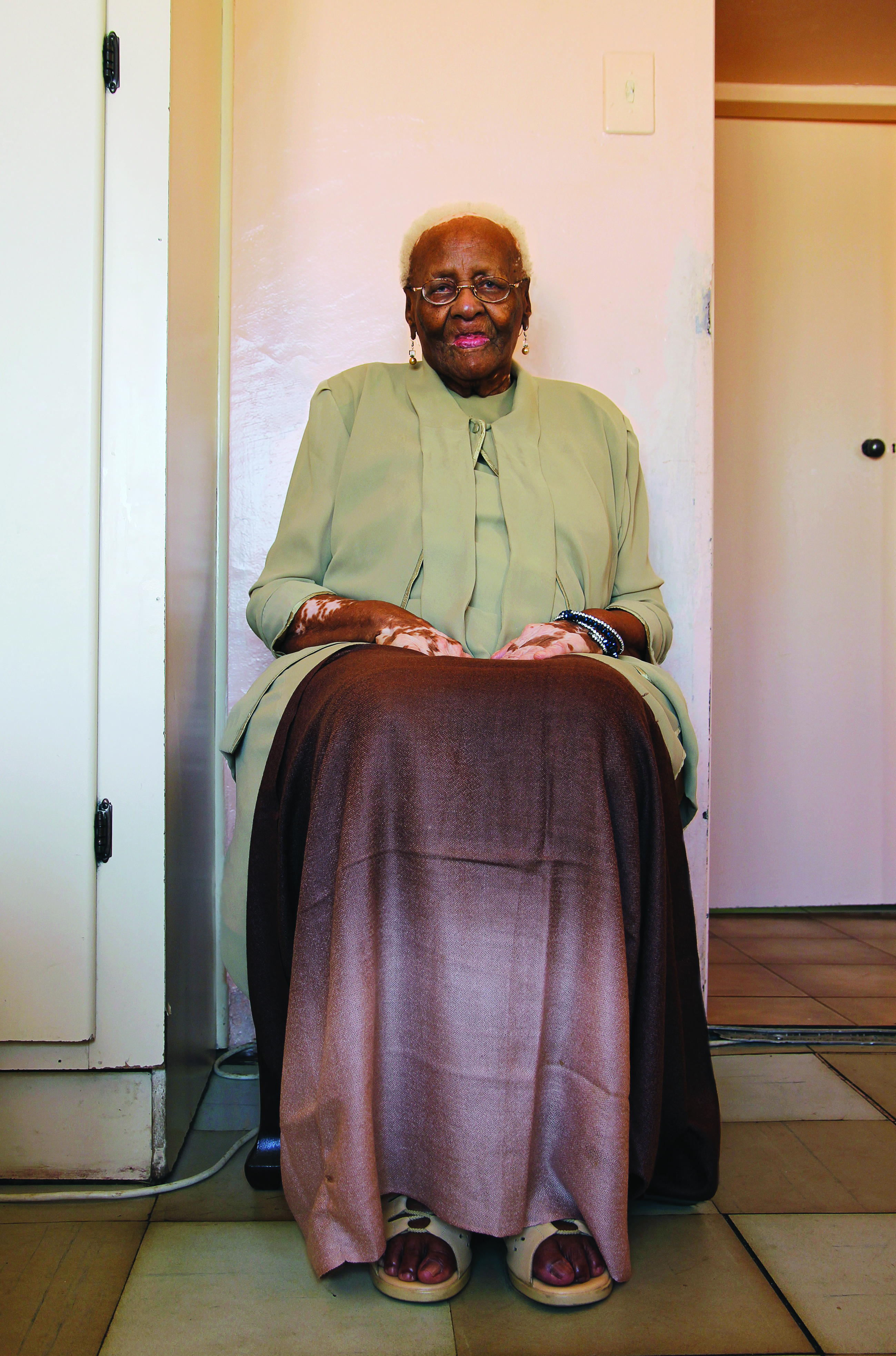
Rebecca Kotane, Soweto (2013) from All Our Mothers - an ongoing series of photo portraits of women dating from 1983.

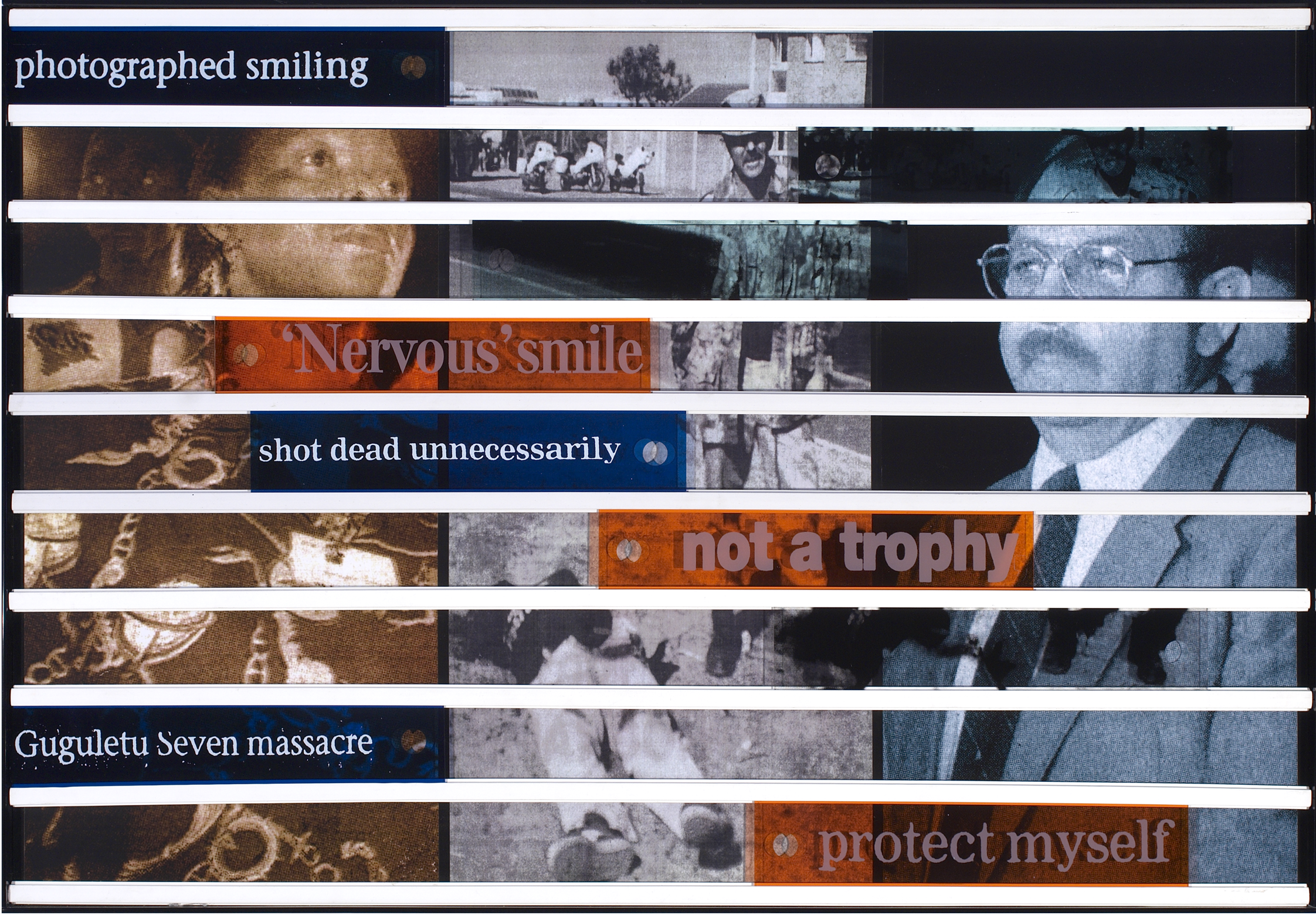
Truth Games(1998), Family of Guguletu Seven - why were you smiling – Capt. John Sterrenberg

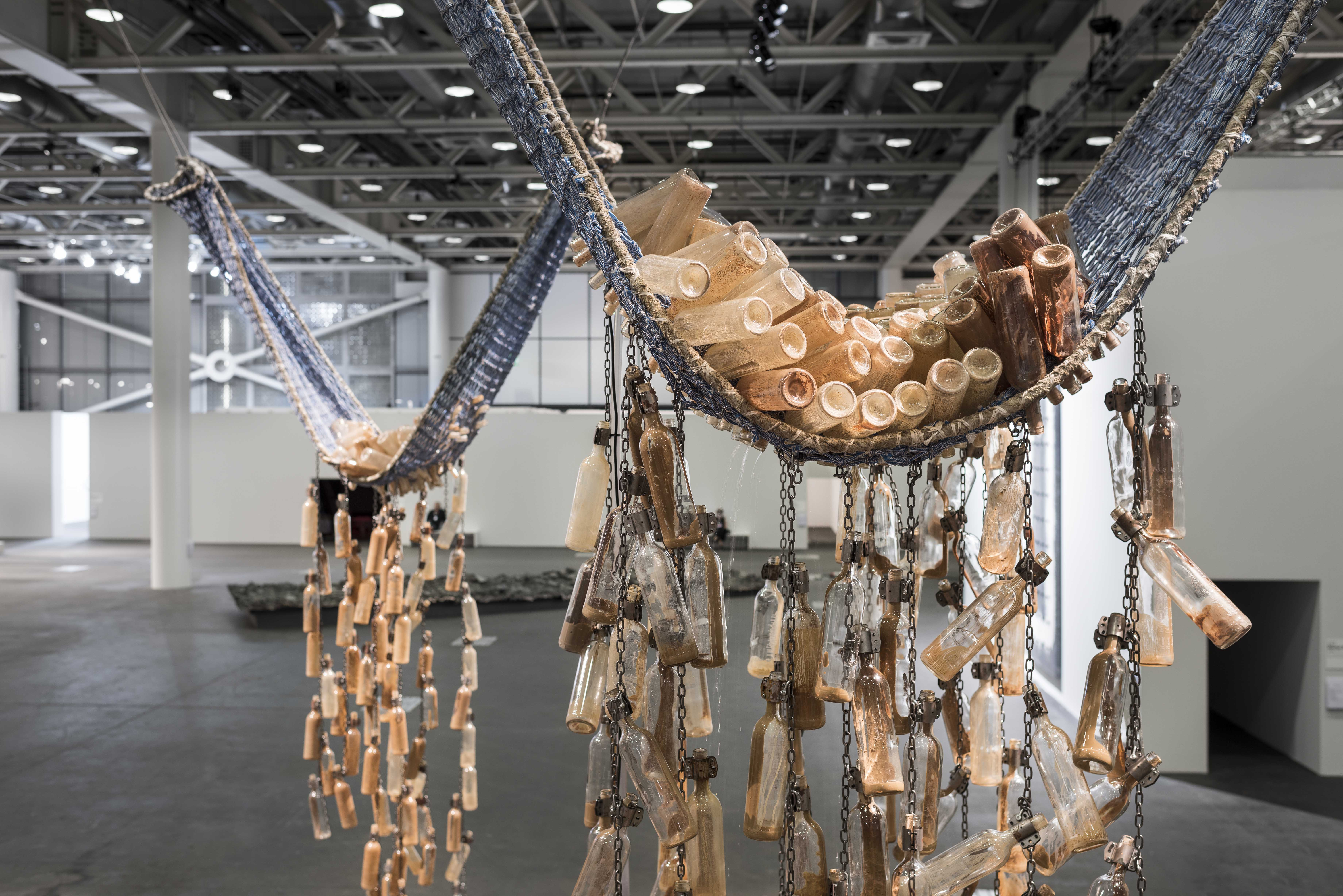
Messages from the Atlantic Passage, Installation, Basel Unlimited 2017, Switzerland

Sue Williamson (sinh năm 1941) là một nghệ sĩ và nhà văn sống tại Cape Town, Nam Phi.

## Cuộc sống
Sue Williamson sinh ra ở Litchfield, Anh năm 1941. Năm 1948, cô di cư cùng gia đình đến Nam Phi. Trong khoảng thời gian từ năm 1963 đến năm65, cô đã học tại Hội sinh viên Nghệ thuật New York. Năm 1983, cô đã nhận được bằng Cao đẳng về Nghệ thuật Mỹ thuật của Trường Mỹ thuật Michaelis, Cape Town.
Năm 2007, cô nhận được Giải thưởng Nghiên cứu Nghệ thuật Thị giác từ Viện Smithsonian ở Washington D.C và năm 2011. Quỹ học bổng Nghệ thuật Sáng tạo Bellagio của Quỹ Rockefeller. Năm 2013, cô là giám tuyển khách của học viện mùa hè tại Zentrum Paul Klee ở Bern.

## Công việc
Tác phẩm của Williamson tham gia với các chủ đề liên quan đến trí nhớ và sự hình thành bản sắc. Được đào tạo như một nhà in, Williamson đã làm việc trên nhiều phương tiện khác nhau bao gồm chụp ảnh lưu trữ, video, cài đặt phương tiện hỗn hợp và các đối tượng được xây dựng. Tác phẩm trước đó của cô, như Mementos của Quận Six (1993), Out of the As tro (1994), và R.I.P. Annie Silinga (1995), là một vài ví dụ ban đầu truyền đạt sự đầu tư của cô vào sự phục hồi và thẩm vấn của lịch sử Nam Phi.
Kể từ khi nền dân chủ ra đời vào năm 1994, trong các tác phẩm như Trò chơi sự thật, Không thể quên, Không thể nhớ, Tin nhắn từ Moat và Cuộc sống tốt đẹp hơn, Williamson đã tiếp tục tập trung vào các vấn đề như Ủy ban Sự thật và Hòa giải, chế độ nô lệ và nhập cư.
Trong No More Fairy Tales (2016), một loạt năm đoạn hội thoại video hai kênh nêu bật thực tế cuộc sống hàng ngày ở Nam Phi hai mươi năm sau khi Ủy ban Sự thật và Hòa giải được bắt đầu như một quá trình mà nhiều người hy vọng sẽ mang lại sự chữa lành cho đất nước bị ảnh hưởng. Vào giữa năm 2015, với tình trạng bất ổn của học sinh quét qua đất nước, rõ ràng là vết thương chưa lành. Một trong những video hoàn thành đầu tiên - Rất vui được gặp bạn - theo dõi cuộc trò chuyện giữa hai người trẻ tuổi đôi mươi - Candice Mama và Siyah Mgoduka - người cha của họ đã bị sát thủ của biệt đội Eugene de Kock giết chết.
Góc nhìn đạo đức của Williamson đã mở rộng trong những năm gần đây để xem xét các vấn đề xã hội ở quy mô toàn cầu hơn, như trong tác phẩm của cô Những tiếng nói khác, Các thành phố khác, từ năm 2009.